# Trichodes ircutensis
Trichodes ircutensis – gatunek chrząszcza z rodziny przekraskowatych.
Gatunek ten opisany został po raz pierwszy w 1770 roku przez Erika Laxmanna pod nazwą Attelabus ircutensis.
Chrząszcz o wydłużonym ciele długości od 8 do 14 mm, porośniętym jasnymi włoskami. Ubarwienie głowy, przedplecza, odnóży i tła pokryw jest jednakowe, fioletowe lub zielone z metalicznym połyskiem. Na pokrywach występuje wzór barwy żółtej lub pomarańczowej składający się z dwóch poprzecznych przepasek (jednej tuż za środkiem ich długości i drugiej przed ich wierzchołkiem), a czasem także z pary plamek na barkach. Czułki zwieńczone są spłaszczonymi, ciemnymi, trójczłonowymi buławkami. Punktowanie przedplecza zlewa się w nieregularne bruzdy. Spód odwłoka samca cechuje się wcięciem na przedniej krawędzi przedostatniego sternitu.
Owad palearktyczny. Najliczniej zasiedla wschodnią część Syberii i Mongolię, jednak sięga na zachód przez południe Rosji i Azję Środkową aż po Bałkany i Karpaty. W tych ostatnich znany jest z Rumunii, Węgier i Słowacji. W Polsce odnotowany ostatnio w pierwszej połowie XX wieku, w okolicach Przemyśla. W 2002 roku umieszczono go na Czerwonej liście zwierząt ginących i zagrożonych w Polsce jako gatunek przypuszczalnie wymarły (EX?). Dalej na zachód owad ten podawany był z Alp, tj. Tyrolu, Bawarii i Szwajcarii, przy czym przypuszczalnie został w ten rejon zawleczony przez pszczelarzy.